# Дьюи, Джон Фредерик
Джон Фридерик Дьюи (англ. John Frederick Dewey; род. 1937) — британский учёный-геолог.
Член Лондонского королевского общества (1985), Национальной академии наук США (1997; Foreign Associate).

## Биография
Родился  22 мая 1937 года.
Получил образование в лондонской школе Bancroft's School, Имперском колледже Лондона, лондонском университете королевы Марии и Лондонском университете, получил степень бакалавра и доктора геологических наук. 
Работал преподавателем в Манчестерском университете (1960—1964), Кембриджском университете (1964—1970) и Мемориальном университете Ньюфаундленда (1971); затем был назначен профессором геологии в Университете штата Нью-Йорк в Олбани. В этот период он выпустил серию классических работ, посвященных истории Аппалачей в Ньюфаундленде, а также шотландских и ирландских каледонских складчатостей. В последующие годы его исследования были сосредоточены на истории тектогенеза гималайского хребта.
В 1982 году Дьюи вернулся в Великобританию  и в качестве профессора геологии работал в университете Дарема. Затем был назначен в 1986 году профессором геологии в Оксфордском университете (и сотрудником Университетского колледжа), занимал эти должности до своей отставки в 2000 году. В этом же году вернулся в США и работал профессором геологии в Калифорнийском университете в Дэвисе, сохранив должность старшего научного сотрудника в Университетском колледже в Оксфорде.
Джон Дьюи получил множество медалей и наград, в частности: медаль Волластона от Лондонского геологического общества в 1999 году, медаль Пенроуза от Геологического общества Америки в 1992 году. Он является членом Королевской ирландской академии (2008), членом Британского королевского астрономического общества (1985), членом-корреспондентом Австралийской академии наук (2011).
В 2014 году написал статью о Джоне Роджерсе в серии Biographical Memoires Национальной академии наук США).